# Падран Васко да Гамы в Малинди
Падран Васко да Гамы в Малинди (Кения) был воздвигнут португальским путешественником Васко да Гамой. Построен в 1498 или 1499 году во время его первой морской экспедиции из Лиссабона в Индию через мыс Доброй Надежды (1497–1499).

## Описание
Васко да Гама впервые посетил Малинди с 15 по 24 апреля 1498 года. Он был хорошо принят султаном Малинди, и ему предоставили продукты питания, пресную воду и лоцмана, чтобы провести флот через океан в Индию.
Султан  разрешил установить в Малинди падран (столб из известняка), на котором был крест с гербом Португалии. Большинство историков полагают, что это произошло по возвращении Васко да Гамы из Индии в 1499 году. Впоследствии  христианский крест стал вызывать недовольство соседей султана, что вынудило правителя снять его и убрать на хранение.

## Географическое расположение
Первоначально падран был расположен на холме вблизи городского порта. Его было хорошо видно со стороны моря.  Падран в Малинди — единственный сохранившийся в первозданном виде из тех, что были возведены португальскими мореплавателями вдоль африканского побережья.
Хотя иногда утверждается, что падран сделан из коралла, исследования, проведённые Геологической службой Португалии, подтвердили, что это известняк с окаменелостями, похожими на те, что были найдены в известняковых пластах Лиссабона. Это неудивительно, поскольку мореплаватели, в том числе Васко да Гама, обычно брали с собой несколько заранее вырезанных падранов для их установки. Это демонстрировало намерение португальских путешественников распространять христианство.

## В настоящее время
Столб Васко да Гамы был объявлен национальным памятником в 1935 году и в настоящее время находится в ведении департамента музеев Кении.
Ныне колонна является самым посещаемым объектом культурного наследия в Малинди. Реставрационные работы, проводимые с 2020 года, включали укрепление существующих волнорезов, ремонт самой колонны, строительство асфальтированной подъездной дороги и туалетов для посетителей.
Доступ к колонне осуществляется по входному билету.

## Галерея

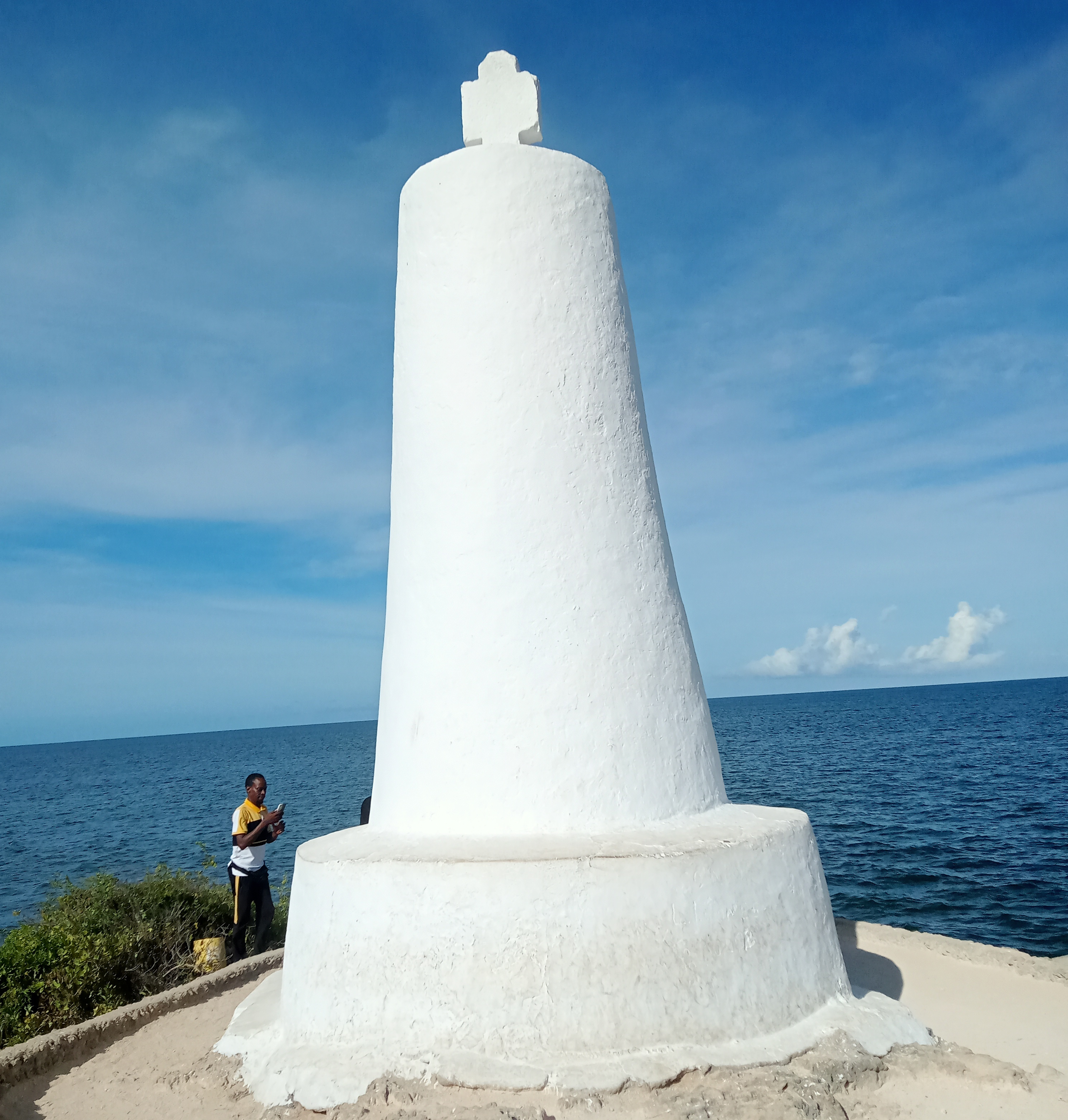
Падран Васко да Гамы в Малинди
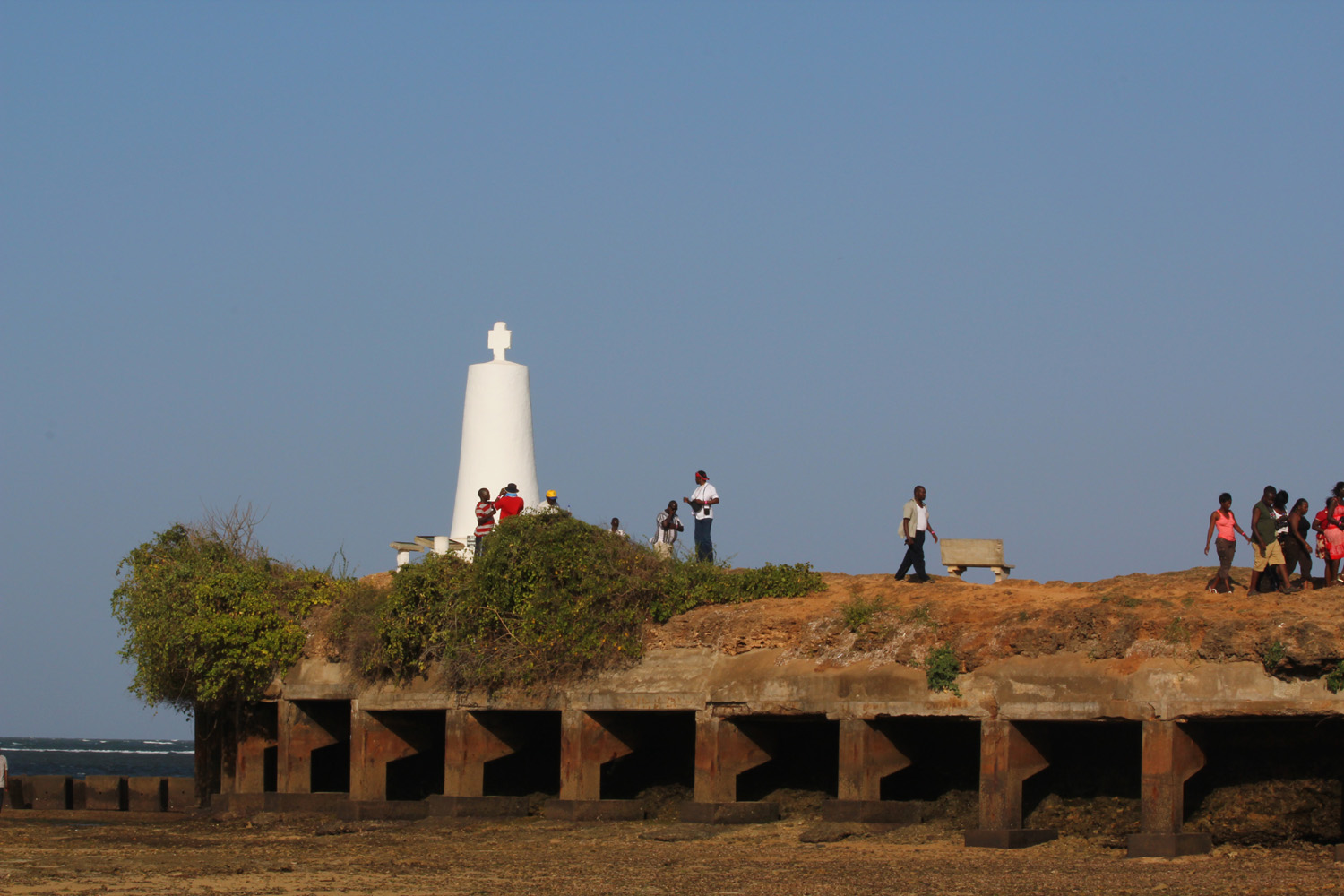
Современное расположение падрана
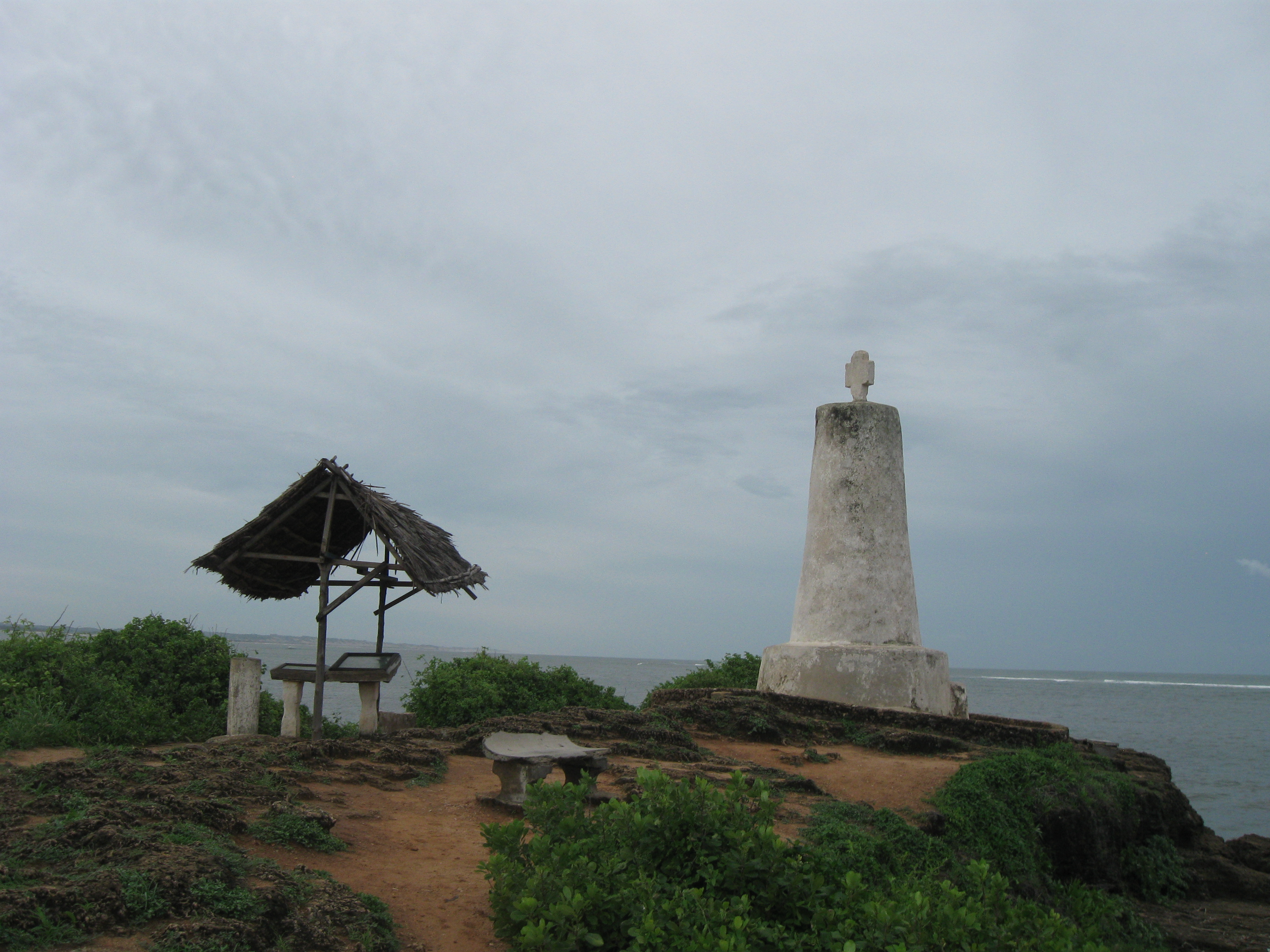
Вид на памятник с берега
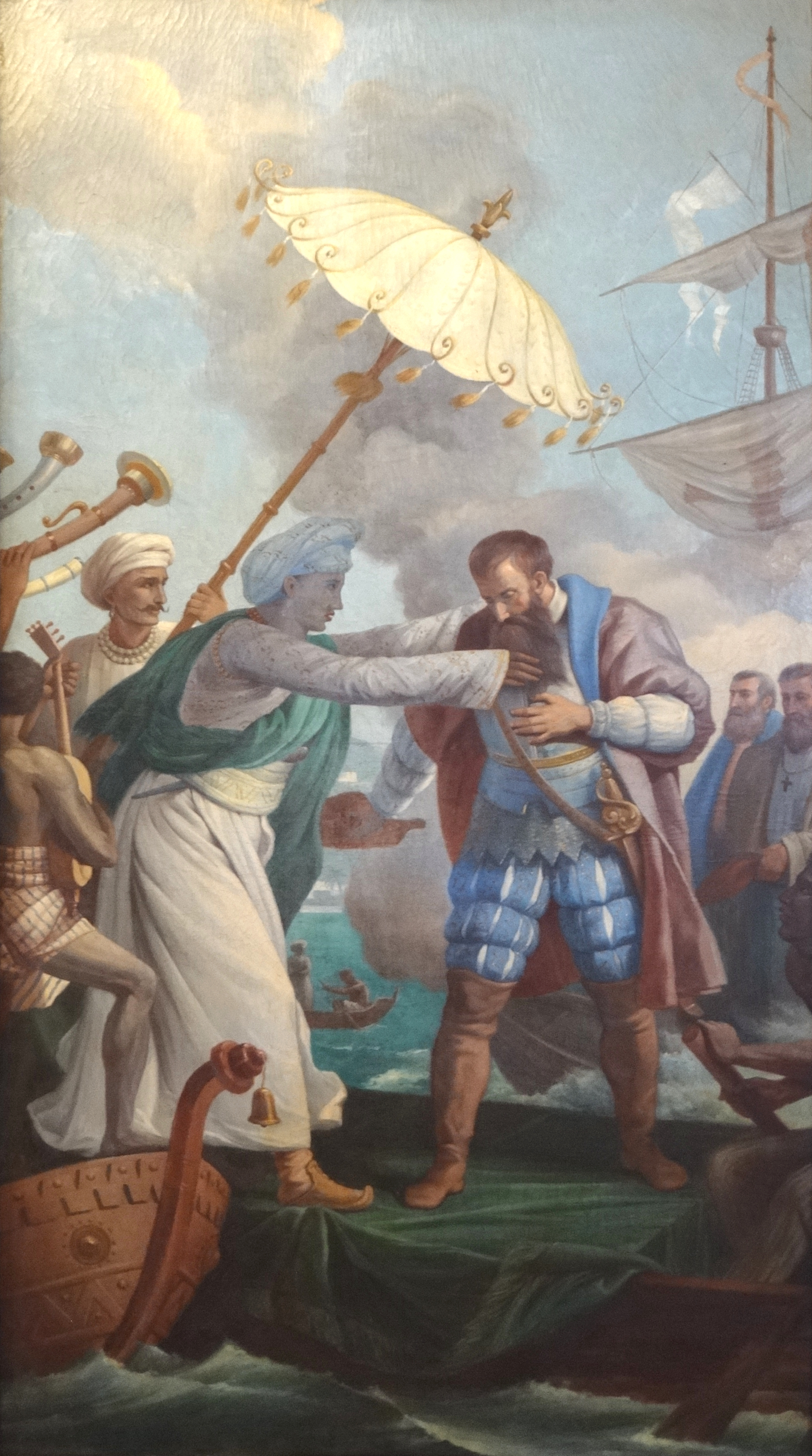
Султан Малинди встречает Васко да Гаму.

## В массовой культуре
- В 1998 году были выпущены кенийские марки в честь 500-летия визита Васко да Гамы[9]. На одной из них изображён падран в представлении художника, который придал столбу традиционную форму тонкой колонны, а не коническую форму укреплённого столба и приземистого креста, которые можно увидеть сегодня.

- Падран Васко да Гамы в Малинди описан и неоднократно упоминается в романах «Однажды в Малинди»[10][11] и «Наш жёсткий секс в Малинди»[12][13] московского писателя Андрея Гусева.